# Aprilsvejr
Aprilsvejr er en kortfilm fra 1989 instrueret af Helle Melander efter eget manuskript.

## Handling
Novellefilm om søstrene Anna og Rosa, der besøger deres mormor i Skagen. Rosa øver sammen med mormor en cello-sonate, de skal spille til koncert, og Anna er overladt til sig selv, indtil naboens dreng Jeppe, 12 år, får besked på at tage sig af hende. Jeppe er ikke begejstret, men under deres ture langs stranden, på havnen og i det store øde landskab bliver de to børn langsomt venner.